# یواس‌اس دلفین (اس‌اس-۱۶۹)
یواس‌اس دلفین (اس‌اس-۱۶۹) (به انگلیسی: USS Dolphin (SS-169)) یک زیردریایی بود که طول آن ۳۱۹ فوت ۳ اینچ (۹۷٫۳۱ متر) بود. این زیردریایی در سال ۱۹۳۲ ساخته شد.